# Guayuriba dilaticeps
Guayuriba dilaticeps là một loài bọ cánh cứng trong họ Cerambycidae.